# György Gömöri
György Gömöri, auch George Gömöri oder George Gomori, (* 16. Juli 1904 in Budapest; † 1. März 1957 in Palo Alto) war ein ungarisch-amerikanischer Mediziner, der insbesondere durch seine Arbeiten zur Histochemie bekannt wurde. Er entwickelte unter anderem die nach ihm benannte Gömöri-Trichrom-Färbung und die Gömöri-Methenamin-Silberfärbung.
Gömöri studierte bis 1928 an der Péter-Pázmány-Universität, der heutigen Semmelweis-Universität, Medizin. 1928 bis 1932 arbeitete er als Pathologe und anschließend als Chirurg. 1938 ging er in die Vereinigten Staaten. Nach einer kurzen Tätigkeit in einem privaten Krankenhaus ging er noch im selben Jahr als Pathologe an die University of Chicago. 1943 erwarb er den Ph.D. und wurde 1949 Professor für Innere Medizin. Er war 1950 maßgeblich an der Gründung der Histochemistry Society beteiligt. 1956 ging Gömöri an das Palo Alto Medical Center in Kalifornien, wo er bis zu seinem Lebensende tätig war.